# Luigi Zamboni
(Luigi Zamboni, 16 settembre 1794)
Luigi Zamboni (Bologna, 12 ottobre 1772 – Bologna, 18 agosto 1795) è stato un patriota italiano.
Studente presso l'Università di Bologna, è uno dei primi martiri in nome dell'Unità d'Italia e, insieme a Giovanni Battista De Rolandis, è ritenuto l'ideatore del tricolore italiano dai sostenitori dell'"ipotesi bolognese" nella genesi della bandiera italiana. La storia Patria li considera entrambi patrioti della nuova Italia e protomartiri del Risorgimento italiano.
A lui è intitolata una delle vie principali di Bologna, che collega le Due Torri a Porta San Donato, passando per la zona universitaria.

## La vita
Antenato dell'anarchico Anteo, nel 1791 Luigi Zamboni, studente di legge all'Università di Bologna, fu avvicinato dal sedicente "abate" Bauset, alias Antoine Christophe Saliceti. In quella stessa tarda primavera Zamboni distribuì alcuni manifesti inneggiando al rinnovamento politico europeo innescato dalla Rivoluzione francese. Non avendo ottenuto riscontro, lasciò Bologna e si trasferì a Marsiglia, dove si arruolò nell'Armée révolutionnaire française col ruolo di porta-stendardo (porte drapeau). Dopo alcune esperienze in Corsica e a Perpignano tra i Cacciatori di Rossiglione con il grado di sottotenente, fu convinto dal còrso Antoine Christophe Saliceti a partecipare ad una missione segreta. Con lui si imbarcarono sulla "Feluca Tirrena" il toscano Filippo Buonarroti, il generale Renaux, il Saliceti e l'avvocato Boselli di Genova esponente di quella massoneria che aveva appoggiato la sollevazione di Parigi del 1789 e che ora cercava di estendere il sentimento e le idee della Rivoluzione in tutta Europa.
In Corsica li attendevano altre tre navi militari, con le quali raggiunsero la vicina isola sarda di San Pietro, che occuparono pacificamente eleggendola a "Isola della Libertà" e applicando alla pubblica amministrazione nuove regole amministrative derivate da quelle repubblicane francesi. L'esperienza di Carloforte, capoluogo dell'isola, fu positiva tanto che molte donne si accasarono con soldati e marinai francesi con la piena approvazione del parroco e della comunità locale carlofortina.
Dopo tre mesi, per ordine di Saliceti, Zamboni proseguì il viaggio e sbarcò a Roma. Gli era stato affidato il compito di arruolarsi nell'armata pontificia di papa Pio VI per studiarne la consistenza e la strategia militare. Per quest'operazione informativa Zamboni prese il nome di Luigi Rinaldi. Tornato a Bologna, riferì ogni cosa al Saliceti. Questi, sulla base del felice risultato ottenuto a Carloforte, incitò lo Zamboni ad organizzare una sollevazione dei bolognesi contro la dominazione assolutista della Chiesa felsinea, arruolando alla causa studenti della stessa Università.
Sotto la guida dell'onnipresente Saliceti, Zamboni convinse a tale ideale alcuni ragazzi, tra i quali Giovanni Battista De Rolandis, Antonio Succi, Camillo Tomesani, Antonio Forni, Angelo Sassoli, Tomaso Bambozzi, Pietro Gavasetti, Giovanni Osbel, Giovanni Calori. Non tutti erano studenti, alcuni erano già laureati, altri erano uomini di strada, tutti avversi al governo assolutista e antidemocratico dello Stato Pontificio, allora totalmente controllato dai prelati del Santo Uffizio.
De Rolandis (provetto spadaccino) e Zamboni assunsero il comando. Scrissero manifesti e, con l'aiuto della mamma e della zia di quest'ultimo, Brigida e Barbara Borghi, confezionarono coccarde tricolore alla maniera francese, sostituendo l'azzurro col verde.

## La sommossa
Attuata durante la notte tra il 13 ed il 14 novembre 1794, non ebbe esito positivo e i due studenti furono scoperti e catturati a Covigliaio (frazione di Firenzuola, nella valle del Santerno) e rinchiusi nelle carceri del Torrone, insieme ad altre diciannove persone.
Luigi Zamboni fu trovato morto il 18 agosto del 1795 all'interno di una cella soprannominata "Inferno" nella quale si trovava segregato con due criminali, secondo alcuni esecutori materiali dell'omicidio per strangolamento su ordine espresso dalle guardie svizzere del Tribunale dell'Inquisizione. Secondo altre fonti storiche, il giovane, condannato, preferì togliersi la vita. De Rolandis fu impiccato il 23 aprile 1796 dopo crudeli torture.
Pochi mesi dopo, il 19 giugno 1796, Napoleone entrò a Bologna e dichiarò decaduto il governo Pontificio. Al parco della Montagnola, luogo dell'esecuzione di De Rolandis, venne subito eretta una stele in memoria dei due congiurati, sormontata da un'urna votiva. Tale cenotafio venne demolito nel 1814, al ritorno in Bologna dell'autorità Pontificia.

## Origine della bandiera nazionale italiana
Dalla bibliografia sotto riportata risulta che:  Luigi Zamboni, natio del capoluogo emiliano, e Giovanni Battista De Rolandis, originario di Castell'Alfero (AT), nell'autunno del 1794 unirono il bianco e il rosso delle rispettive città al verde, con la speranza che tutto il popolo italiano seguisse la rivoluzione nazionale da loro iniziata, il cui scopo era essenzialmente quello di dare maggiore dignità al popolo e cancellare quei confini segnati dalla tirannide assolutista.
Questa ipotesi fu avanzata dallo storico Vittorio Fiorini. Oggi però tale tesi viene superata da recenti studi che dimostrano come la coccarda tricolore, ispirata alle ideologie politiche della Rivoluzione Francese, fosse stata cucita con la banda verde al posto del turchino per differenziarne chiaramente l'origine ed il valore nazionale, anche se il simbolo allegorico rimane lo stesso, ossia "Giustizia Eguaglianza Libertà", cosa d'altra parte dichiarata esplicitamente da Giovanni Battista de Rolandis nel secondo interrogatorio sostenuto davanti al Tribunale dell'Inquisizione.

## Il dibattito degli studiosi sulla coccarda

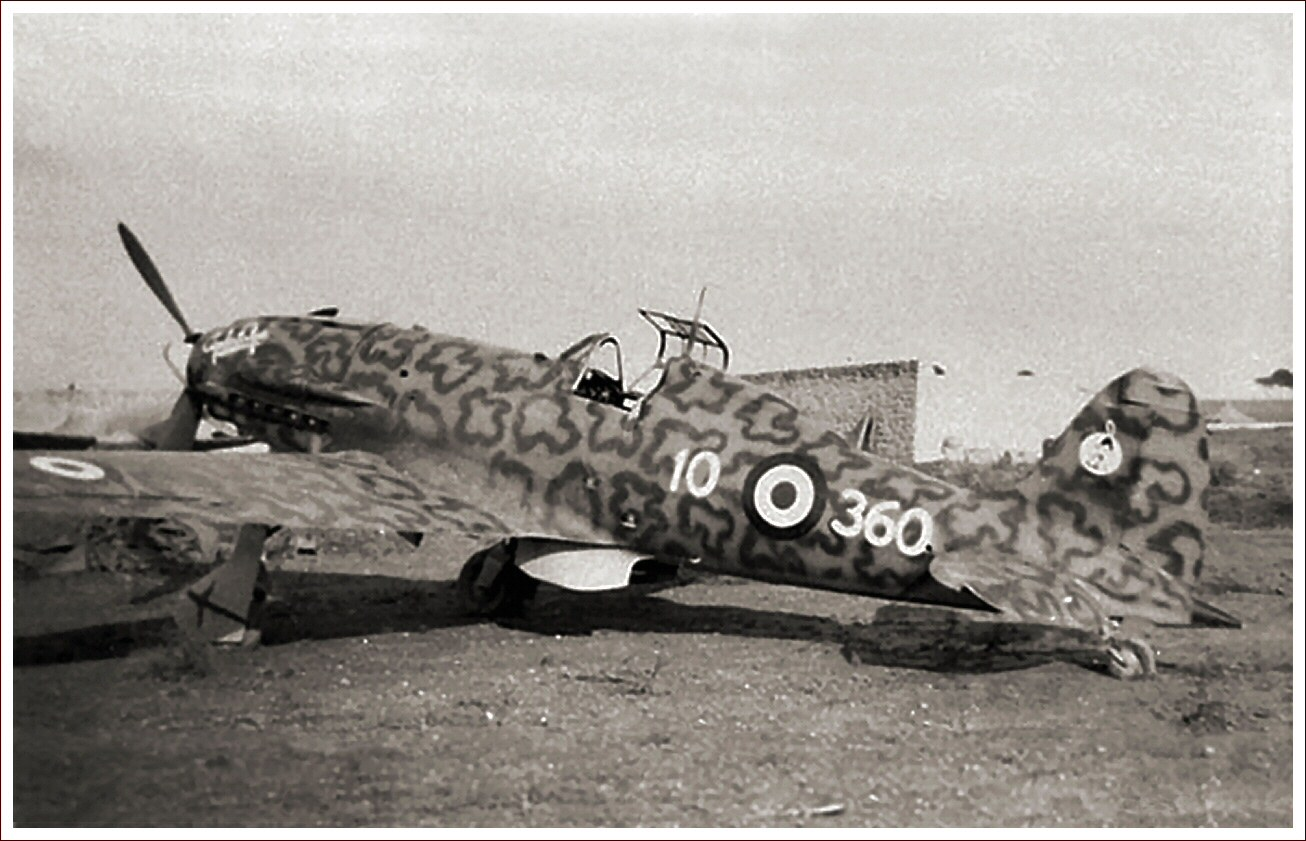
Un Macchi M.C.202 con coccarda tricolore sulla fusoliera

Il tentativo dello Zamboni e del De Rolandis, sia per la poca notorietà delle persone coinvolte che per lo scarso successo avuto, non ebbe subito grande eco, ma un particolare l'avrebbe reso famoso: l'ipotesi, che cominciò a circolare negli anni successivi, che in esso erano contenuti i colori nazionali italiani. Il primo ad attribuire questo merito a Zamboni e De Rolandis fu Giuseppe Ricciardi, che nel suo Martirologio italiano dal 1792 al 1847, testo edito nel 1860, ricostruisce il tentativo di insurrezione, dichiarando che:
(Giuseppe Ricciardi)

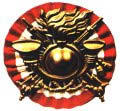
Il fregio da parata dei bersaglieri, che è basato su una coccarda italiana tricolore

La notizia, secondo quanto dichiarato dal Ricciardi, gli era stata fornita a Londra da un testimone oculare dell'avvenimento precisando, in una lettera diretta ad Augusto Aglebert, di averla avuta «nel 1837 da un vecchio esule italiano parente del giudice inquisitore» del processo Zamboni-De Rolandis. Questa affermazione, passata quasi inosservata, fu ripresa nell'opuscolo dell'Aglebert pubblicato nel 1862 avente come titolo I primi martiri della libertà italiana e l'origine della bandiera tricolore o congiura e morte di Luigi Zamboni di Bologna e Gio. Battista De Rolandis di Castel d'Alfero presso Asti tra da documenti autentici e narrata da Augusto Aglebert. In questa opera l'Aglebert afferma che dagli atti del processo risulta che furono lo Zamboni e i suoi complici a creare «il palladio della libertà popolare e che a Bologna torna l'onore di aver data all'Italia il vessillo tricolore immortale dell'emancipata nazione», riportando le parole pronunciate dallo Zamboni nel proporre ai suoi compagni la nuova bandiera.
Gli studi che sostengono che la coccarda bolognese fosse realmente formata dai tre colori nazionali italiani si basano anche sulle testimonianze, al processo che coinvolse De Rolandis, di una delle donne che lavorò alla fabbricazione delle coccarde, Gertrude Nazzari, che confermò di aver ricevuto:
(Gertrude Nazzari)

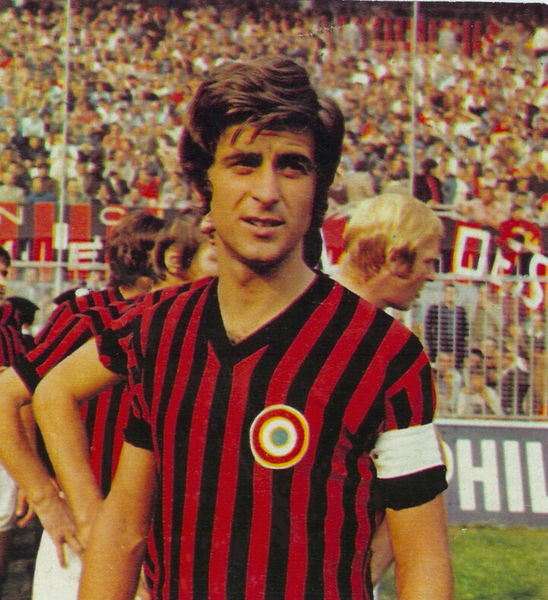
Gianni Rivera, calciatore del, con la coccarda tricolore appuntata sulla maglia

La madre di Zamboni confermò poi la presenza dei tre colori nella coccarda. Questa tesi per la quale la coccarda portata da De Rolandis e Zamboni avesse portato i colori nazionali è anche basata sul fatto che la coccarda bolognese, ispirata alle ideologie politiche della Rivoluzione francese, fosse stata volutamente cucita con la banda verde al posto del turchino per distinguerne chiaramente l'origine ed il simbolismo nazionale, oltre che il significato allegorico intrinseco, ovvero "giustizia, uguaglianza e libertà", concetti dichiarati esplicitamente da Giovanni Battista de Rolandis durante il secondo interrogatorio sostenuto davanti al tribunale dell'Inquisizione.
La tesi per la quale nella coccarda bolognese fossero contenuti i colori nazionali italiani fu dichiarata infondata, a dispetto dell'opinione generale, da Vittorio Fiorini: infatti (a differenza di quanto dichiarato dall'Aglebert) il Fiorini, negli atti relativi al processo, non trovò traccia della scelta dei colori verde, bianco e rosso quale simbolo della tentata insurrezione ma identificò, sui documenti, solo i colori dello stemma di Bologna, ovvero il bianco e il rosso, visto che il verde venne aggiunto sotto forma di fodera e quindi, secondo questa ipotesi, non volutamente:
(Vittorio Fiorini)

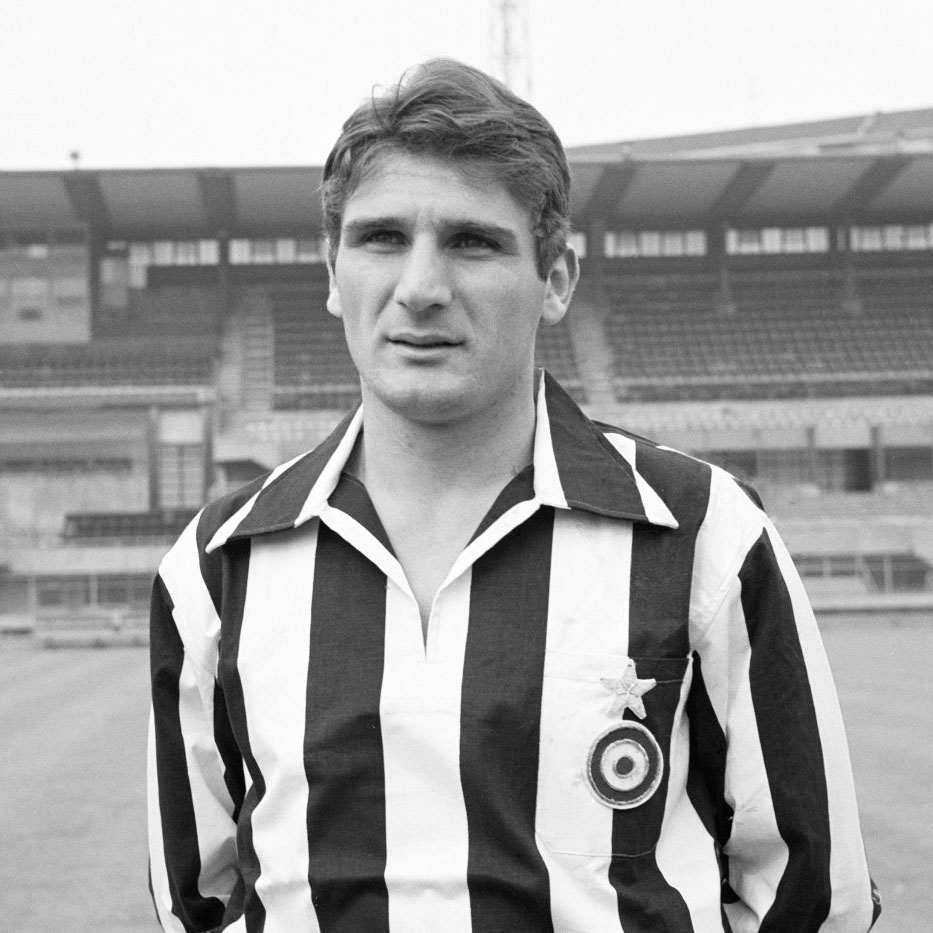
Il calciatore italiano Gianfranco Leoncini alla Juventus nella stagione 1965-1966 con la coccarda appunta sulla maglia

L'ipotesi che a Bologna non fossero comparsi i tre colori nazionali è sposata anche da studi più recenti, che nella fattispecie sono stati compiuti da Umberto Marcelli e poi da Marco Poli. La congettura che sostiene che i tre colori utilizzati a Bologna non fossero quelli nazionali, dato che mancava il verde, aggiunto a parer loro non volutamente, si basa su quanto dichiarato dallo stesso Zamboni, durante il suo tentativo di difesa alle insistenze del magistrato Pistrucci per sapere se nelle coccarde fosse invece contenuto il color turchino (l'azzurro della bandiera francese):
(Luigi Zamboni)
La consegna di una di queste coccarde da parte dell'avvocato difensore Antonio Aldini alla famiglia De Rolandis è riportata nell'opera Origine del Tricolore di Ito De Rolandis; questa coccarda (presente sulla copertina dell'opera) si presenta come un tricolore verde-bianco-rosso, anche se lo stesso autore riporta in un'altra pagina che l'avvocato Aldini, durante l'inutile tentativo di salvare la vita a Giovanni Battista De Rolandis, avesse affermato durante il processo che le coccarde:
(Antonio Aldini)

## L'ode di Giosuè Carducci
Molte opere storiche e di letteratura sono state dedicate a De Rolandis e Zamboni. Tra quelle più toccanti ricordiamo l'ode di Giosuè Carducci Nel vigesimo anniversario dedicata ai bolognesi, ove recita:
dove moriva il tuo Zamboni

A i tre color pensando;

e vo' l'orgoglio de' tuoi garzoni...»
La coccarda indossata da De Rolandis durante i moti del 1794 (salvata dall'avvocato Aldini) è conservata dagli eredi del patriota di Castell'Alfero.